# Karl-Ulrich Meves
Karl-Ulrich Meves, auch Hans-Ulrich Meves; (* 13. November 1928 in Rickling; † 20. Mai 2025 in Hamburg) war ein deutscher Schauspieler und Synchronsprecher.

## Leben
Meves wurde in Rickling geboren. Sein Vater leitete eine Anstalt für Suchtkranke, legte sein Amt aber aus Protest gegen die „Euthanasie“-Politik der Nazis nieder. Meves selbst kam als Schüler der Meldorfer Gelehrtenschule mit dem als Bewegungsspiel ausgeführten Darstellenden Spiel Martin Luserkes und dessen Meldorfer Spielweise in Berührung. Dort trat er als Trinculo in Shakespeares Der Sturm auf und fiel nicht nur Luserke, sondern auch einem anwesenden hohen Ministerialbeamten des Hamburgischen Kultursenats als begabt auf. In den 1950er Jahren spielte er zunächst an kleineren Bühnen in Hamburg, bevor er zum theater 53 stieß. Von 1956 bis 1966 hatte er zudem die Leitung dieser zunächst privaten, später auch subventionierten Bühne inne, die im Gegensatz zu den großen Theatern Hamburgs vor allem Werke zeitgenössischer Dramatiker aufführte. Nach der Schließung des theater 53 spielte Meves viele Jahre am Thalia Theater in Hamburg und an den Staatlichen Schauspielbühnen Berlin, jeweils unter der Intendanz von Boy Gobert. Ab 1992 war er an der niederdeutschen Bühne des Ohnsorg-Theaters zu sehen.
Daneben hatte Meves auch zahlreiche Auftritte im Film und im Fernsehen. Dabei zeigte er eine große Bandbreite: Von Hamburger Familienserien (Gertrud Stranitzki) über Krimis (Tatort) und Literaturverfilmungen (Tadellöser & Wolff nach Walter Kempowski) bis hin zu Klamauk (Harald und Eddi mit Harald Juhnke und Eddi Arent oder Otto – Der Film) und tiefsinnigen Komödien (Loriots Kinofilme Ödipussi und Pappa ante portas).
Seine einprägsame Stimme lieh Meves zahlreichen Hörspielen für Kinder und Jugendliche, so etwa Karius in der Hörspielfassung von Karius und Baktus (1980), unter dem Pseudonym Michael von der Meyen der Science-Fiction-Serie Commander Perkins nach H. G. Francis wie auch einigen Folgen der Hörspielserien Die drei ??? sowie Fünf Freunde. Außerdem arbeitete er umfangreich in der Synchronisation, darunter in Produktionen für ein jüngeres Publikum, so Mr. Schiefer, den Chef von Fred Feuerstein aus Familie Feuerstein (zweite Stimme), Daniel Düsentrieb aus DuckTales – Neues aus Entenhausen und ab 1973 rund 30 Jahre lang Grobi aus der Sesamstraße. In Bernard und Bianca im Känguruland sprach er die Kellner-Grille Francois.
Die Hörspielproduzentin Heikedine Körting gab im Januar 2024 bekannt, den zu diesem Zeitpunkt bereits 95-jährigen Meves rund 42 Jahre nach seiner bislang letzten dortigen Sprecherrolle in einer der nächsten Folgen der Reihe Die drei ??? besetzen zu wollen; Meves konnte das Angebot aber nicht mehr wahrnehmen. Am  20. Mai 2025 starb Karl-Ulrich Meves im Alter von 96 Jahren in Hamburg.

## Filmografie (Auswahl)
- 1960: Am Abend ins Odeon
- 1965–1968: Stahlnetz (Fernsehreihe)
  - 1965: Nacht zum Ostersonntag
  - 1968: Ein Toter zuviel
- 1966: Hafenpolizei (Fernsehserie) – Sprung von der Brücke
- 1966: Die Unverbesserlichen – Nichts dazugelernt
- 1966–1969: Polizeifunk ruft (Fernsehserie)
  - 1966: Außenkommando
  - 1969: Besuch aus Köln
- 1967: Gertrud Stranitzki (Fernsehserie) – Der Betriebsausflug
- 1967: Bürgerkrieg in Rußland (Fernseh-Fünfteiler)
- 1969: Ein Jahr ohne Sonntag
- 1971: König Johann
- 1972–1977: Sonderdezernat K1 (Fernsehserie)
  - 1972: Vorsicht Schutzengel
  - 1977: MP-9mm frei Haus
- 1972–1993: Tatort (Fernsehreihe)
  - 1972: Rechnen Sie mit dem Schlimmsten
  - 1975: Mordgedanken
  - 1979: Freund Gregor
  - 1981: Das Zittern der Tenöre
  - 1988: Schuldlos schuldig
  - 1993: Berlin – beste Lage
- 1972: Einmal im Leben – Geschichte eines Eigenheims
- 1974: Hamburg Transit – Die Postlady
- 1975: Tadellöser & Wolff
- 1979: St. Pauli-Landungsbrücken (Fernsehserie) – Der Fan
- 1982: Zwei Tote im Sender und Don Carlos im PoGl
- 1982: Unterwegs nach Atlantis
- 1985: Otto – Der Film
- 1985: Geschichten aus der Heimat (Fernsehserie) Episode: Die Kastanie
- 1986: Abschiedsvorstellung
- 1986: Ich heirate eine Familie
- 1986: Die Wicherts von nebenan
- 1986: Der Untermieter – Verlobung wider Willen
- 1987: Harald und Eddi (Sketch-Show)
- 1988: Didi – Der Experte
- 1988: Ödipussi
- 1988: Die Senkrechtstarter
- 1989: Schweinegeld – Ein Märchen der Gebrüder Nimm
- 1991: Pappa ante portas
- 1994: Ihre Exzellenz, die Botschafterin (Fernsehserie, Folge Keine Zeit für Trauer)
- 1995: Tippelbrüder
- 1996: Atemlos durch die Nacht
- 1996: Die Männer vom K3 (Fernsehserie) – Der Deichmörder
- 1998: Löwenzahn (Fernsehserie) – Der doppelte Peter
- 2001: Jenseits
- 2003: Zwei wie Katz und Hund
- 2020: Filmmusical Herzkönig[9][1]